# Base64
Base64 — стандарт кодирования двоичных данных при помощи только 64 символов ASCII. Алфавит кодирования содержит латинские символы A-Z, a-z, цифры 0-9 (всего 62 знака) и 2 дополнительных символа, зависящих от системы реализации. Каждые 3 исходных байта кодируются четырьмя символами (увеличение на ¹⁄₃).
Эта система широко используется в электронной почте для представления бинарных файлов в тексте письма (транспортное кодирование).

## MIME
В формате электронной почты MIME Base64 — это схема, по которой произвольная последовательность байтов преобразуется в последовательность печатных ASCII-символов.
Стандартные 62 символа дополняют +, / и = — в качестве специального кода суффикса.
Полная спецификация этой формы Base64 содержится в RFC 1421 и RFC 2045. Эта схема используется для кодирования последовательности октетов (байтов).
Для того чтобы преобразовать данные в Base64, первый байт помещается в самые старшие восемь битов 24-битного буфера, следующий — в средние восемь и третий — в младшие восемь битов. Если кодируется менее чем три байта, то соответствующие биты буфера устанавливаются в ноль. Далее каждые шесть битов буфера, начиная с самых старших, используются как индексы строки «ABCDEFGHIJKLMNOPQRSTUVWXYZabcdefghijklmnopqrstuvwxyz0123456789+/», и её символы, на которые указывают индексы, помещаются в выходную строку. Если кодируется только один или два байта, в результате получаются только первые два или три символа строки, а выходная строка дополняется двумя или одним знаком =. Это предотвращает добавление дополнительных битов к восстановленным данным. Процесс повторяется над оставшимися входными данными. При кодировании Base64 размер сообщения увеличивается приблизительно на 33 %. Это надо учитывать, если есть ограничения на размер конечного сообщения. Так, при максимально допустимом размере 64 МБ реальный размер передаваемого сообщения должен быть не более 48 МБ.
Например, цитата из «Левиафана» Томаса Гоббса:
Man is distinguished, not only by his reason, but by this singular passion from other animals, which is a lust of the mind, that by a perseverance of delight in the continued and indefatigable generation of knowledge, exceeds the short vehemence of any carnal pleasure.
будучи перекодированной из ASCII в Base64, выглядит следующим образом:
```
TWFuIGlzIGRpc3Rpbmd1aXNoZWQsIG5vdCBvbmx5IGJ5IGhpcyByZWFzb24sIGJ1dCBieSB0
aGlzIHNpbmd1bGFyIHBhc3Npb24gZnJvbSBvdGhlciBhbmltYWxzLCB3aGljaCBpcyBhIGx1
c3Qgb2YgdGhlIG1pbmQsIHRoYXQgYnkgYSBwZXJzZXZlcmFuY2Ugb2YgZGVsaWdodCBpbiB0
aGUgY29udGludWVkIGFuZCBpbmRlZmF0aWdhYmxlIGdlbmVyYXRpb24gb2Yga25vd2xlZGdl
LCBleGNlZWRzIHRoZSBzaG9ydCB2ZWhlbWVuY2Ugb2YgYW55IGNhcm5hbCBwbGVhc3VyZS4=
```

В примере, слово Man закодировано как TWFu. Процесс преобразования можно представить в виде следующей таблицы:
| Исходный текст              | M         | M         | M         | M         | M         | M         | M         | M         | a         | a         | a         | a         | a         | a         | a         | a         | n          | n          | n          | n          | n          | n          | n          | n          |
| Коды ASCII                  | 77 (0x4d) | 77 (0x4d) | 77 (0x4d) | 77 (0x4d) | 77 (0x4d) | 77 (0x4d) | 77 (0x4d) | 77 (0x4d) | 97 (0x61) | 97 (0x61) | 97 (0x61) | 97 (0x61) | 97 (0x61) | 97 (0x61) | 97 (0x61) | 97 (0x61) | 110 (0x6e) | 110 (0x6e) | 110 (0x6e) | 110 (0x6e) | 110 (0x6e) | 110 (0x6e) | 110 (0x6e) | 110 (0x6e) |
| Двоичный вид                | 0         | 1         | 0         | 0         | 1         | 1         | 0         | 1         | 0         | 1         | 1         | 0         | 0         | 0         | 0         | 1         | 0          | 1          | 1          | 0          | 1          | 1          | 1          | 0          |
| Полученный индекс в Base64  | 19        | 19        | 19        | 19        | 19        | 19        | 22        | 22        | 22        | 22        | 22        | 22        | 5         | 5         | 5         | 5         | 5          | 5          | 46         | 46         | 46         | 46         | 46         | 46         |
| Конечный результат в Base64 | T         | T         | T         | T         | T         | T         | W         | W         | W         | W         | W         | W         | F         | F         | F         | F         | F          | F          | u          | u          | u          | u          | u          | u          |

### Схема соответствия «символ — значение» в Base64
| Символ | Значение | Значение | Значение | Значение |    | Символ | Значение | Значение | Значение | Значение |    | Символ | Значение | Значение | Значение | Значение |        | Символ | Значение | Значение | Значение | Значение |
| Символ | 10       | 2        | 8        | 16       | 10 | Символ | 2        | 8        | 16       | 10       | 2  | Символ | 8        | 16       | 10       | 2        | 8      | Символ | 16       |          |          |          |
| A      | 0        | 000000   | 00       | 00       | Q  | 16     | 010000   | 20       | 10       | g        | 32 | 100000 | 40       | 20       | w        | 48       | 110000 | 60     | 30       |          |          |          |
| B      | 1        | 000001   | 01       | 01       | R  | 17     | 010001   | 21       | 11       | h        | 33 | 100001 | 41       | 21       | x        | 49       | 110001 | 61     | 31       |          |          |          |
| C      | 2        | 000010   | 02       | 02       | S  | 18     | 010010   | 22       | 12       | i        | 34 | 100010 | 42       | 22       | y        | 50       | 110010 | 62     | 32       |          |          |          |
| D      | 3        | 000011   | 03       | 03       | T  | 19     | 010011   | 23       | 13       | j        | 35 | 100011 | 43       | 23       | z        | 51       | 110011 | 63     | 33       |          |          |          |
| E      | 4        | 000100   | 04       | 04       | U  | 20     | 010100   | 24       | 14       | k        | 36 | 100100 | 44       | 24       | 0        | 52       | 110100 | 64     | 34       |          |          |          |
| F      | 5        | 000101   | 05       | 05       | V  | 21     | 010101   | 25       | 15       | l        | 37 | 100101 | 45       | 25       | 1        | 53       | 110101 | 65     | 35       |          |          |          |
| G      | 6        | 000110   | 06       | 06       | W  | 22     | 010110   | 26       | 16       | m        | 38 | 100110 | 46       | 26       | 2        | 54       | 110110 | 66     | 36       |          |          |          |
| H      | 7        | 000111   | 07       | 07       | X  | 23     | 010111   | 27       | 17       | n        | 39 | 100111 | 47       | 27       | 3        | 55       | 110111 | 67     | 37       |          |          |          |
| I      | 8        | 001000   | 10       | 08       | Y  | 24     | 011000   | 30       | 18       | o        | 40 | 101000 | 50       | 28       | 4        | 56       | 111000 | 70     | 38       |          |          |          |
| J      | 9        | 001001   | 11       | 09       | Z  | 25     | 011001   | 31       | 19       | p        | 41 | 101001 | 51       | 29       | 5        | 57       | 111001 | 71     | 39       |          |          |          |
| K      | 10       | 001010   | 12       | 0A       | a  | 26     | 011010   | 32       | 1A       | q        | 42 | 101010 | 52       | 2A       | 6        | 58       | 111010 | 72     | 3A       |          |          |          |
| L      | 11       | 001011   | 13       | 0B       | b  | 27     | 011011   | 33       | 1B       | r        | 43 | 101011 | 53       | 2B       | 7        | 59       | 111011 | 73     | 3B       |          |          |          |
| M      | 12       | 001100   | 14       | 0C       | c  | 28     | 011100   | 34       | 1C       | s        | 44 | 101100 | 54       | 2C       | 8        | 60       | 111100 | 74     | 3C       |          |          |          |
| N      | 13       | 001101   | 15       | 0D       | d  | 29     | 011101   | 35       | 1D       | t        | 45 | 101101 | 55       | 2D       | 9        | 61       | 111101 | 75     | 3D       |          |          |          |
| O      | 14       | 001110   | 16       | 0E       | e  | 30     | 011110   | 36       | 1E       | u        | 46 | 101110 | 56       | 2E       | +        | 62       | 111110 | 76     | 3E       |          |          |          |
| P      | 15       | 001111   | 17       | 0F       | f  | 31     | 011111   | 37       | 1F       | v        | 47 | 101111 | 57       | 2F       | /        | 63       | 111111 | 77     | 3F       |          |          |          |

## UTF-7
UTF-7 представляет собой изменённый вариант Base64. Эта схема кодирования используется для файлов UTF-16 как промежуточный формат в MIME. UTF-7 предназначен для использования Юникода в электронной почте без транспортного кодирования содержимого. Главное отличие этого варианта Base64 от MIME в том, что символ = не используется для дополнения, так как требуется многократное экранирование этого символа. Вместо этого биты октета дополняются нулями.
Изменённый Base64 стандартизирован по RFC 2152 (A Mail-Safe Transformation Format of Unicode).

## IRCu
В протоколе «сервер-сервер», используемом в IRC и совместимом программном обеспечении, версия Base64 используется для кодирования клиент-серверных числовых и двоичных IP-адресов. Клиентские и серверные числовые данные имеют фиксированные размеры, которые точно совпадают с количеством знаков Base64, поэтому нет необходимости в дополнении. Двоичные IP-адреса для соответствия расширяются ведущими нулевыми битами. Набор символов незначительно отличается от MIME использованием [] вместо +/.

## Применение в веб-приложениях
Благодаря Base64 в html-документы можно включать бинарный контент, создавая единый документ без отдельно расположенных картинок и прочих дополнительных файлов. Таким образом, html-документ с включённой в него графикой, аудио, видео, программами, стилями и прочими дополнениями становится прекрасной альтернативой другим форматам сложнооформленных документов типа doc, docx, pdf.
Некоторые приложения кодируют двоичные данные для удобства включения в URL, скрытые поля форм.
Использование URL-кодировщика над стандартом Base64 не всегда удобно, так как он преобразует символы / и + в специальные шестнадцатеричные последовательности. Несмотря на то, что это преобразование обратимо, оно удлиняет строку и немного усложняет её последующий разбор. Кроме того, символ %, сгенерированный URL-кодировщиком, может потребоваться экранировать ещё раз при последующей передаче получившейся строки через другие системы (например, в SQL это элемент шаблона).
По этой причине существует изменённый Base64 для URL, где не используется заполнение знаком =, а символы + и / соответственно заменяются на * и -. Поэтому использование кодеров/декодеров URL перестаёт быть необходимым и не имеет никакого воздействия на длину закодированного значения, оставляя ту же самую закодированную форму, не повреждённую для использования в реляционных базах данных, веб-формах и идентификаторах объекта вообще. Стандартом Base64-кодирования URL адресов признаётся вариант, когда символы + и / заменяются на - и _ соответственно (RFC 3548, раздел 4).
Другой вариант называется изменённый Base64 для регулярных выражений и использует ! и - вместо * и - для того, чтобы заменить стандартный Base64 +/, потому что оба + и * могут быть зарезервированы для регулярных выражений (отметим, что [], используемые выше в IRCu-варианте, могут не работать в этом контексте).
Имеются другие варианты, которые используют _ и - или . и _, если строка Base64 должна быть использована вместе с идентификаторами для программ, или . и - для использования в токенах имён XML (Nmtoken), или _ и : в более ограниченных идентификаторах XML (Name). В некоторых случаях для URL применяется Base58, который не использует символы + и /.

### Base58
Для кодирования URL в некоторых системах используется Base58, отличающаяся от Base64 отсутствием в конечном тексте символов, которые могут восприниматься человеком неоднозначно. Исключены 0 (ноль), O (заглавная латинская o), I (заглавная латинская i), l (маленькая латинская L). Также исключены символы + (плюс) и / (косая черта), которые при кодировании URL могут приводить к неверной интерпретации адреса.

## Radix-64
Radix-64 — разновидность кодирования Base64 двоичных данных в текстовый формат, используемая в PGP. От Base64 отличается тем, что в конец добавляется контрольная сумма в 24 бита.
Операционные системы семейства Unix сохраняют вычисленные с помощью crypt хеши паролей в файл /etc/passwd, используя кодировку B64. Она похожа на Radix-64, но суффикс выравнивания = не используется и в алфавите небуквенные символы расположены в начале: ./0123456789ABCDEFGHIJKLMNOPQRSTUVWXYZabcdefghijklmnopqrstuvwxyz.

## Другие применения
Существует множество вариантов применения Base64. Например, Thunderbird и Mozilla Suite использовали Base64 для сокрытия паролей в POP3. Base64 может использоваться как метод для сокрытия секретов без издержек на криптографическое управление ключами, однако этот подход является абсолютно небезопасным и не рекомендуется к использованию.
Сканеры спама, которые не декодируют сообщения в Base64, часто пропускают их, так как такие сообщения кажутся достаточно случайными, чтобы быть принятыми за спам. Это используют спамеры для обхода основных антиспамовых инструментов.
Данный стандарт применяется для кодирования изображений формата JPEG и PNG с целью вставки их в электронные книги формата FB2.
Существуют приложения, использующие кодировку Base64 для отправки небольших изображений посредством длинных SMS.

### Онлайн кодирование и декодирование
- Только Base64
- Base64 как один из множества форматов